# Sońsk
Sońsk – wieś sołecka w Polsce położona w województwie mazowieckim, w powiecie ciechanowskim, siedziba władz gminy Sońsk. W latach 1975–1998 miejscowość administracyjnie należała do województwa ciechanowskiego.
Wieś oddalona jest 9,5 km od Ciechanowa, przepływa przez nią rzeka Sona.
W Sońsku urodziła się Urszula Rzeczkowska, polska akordeonistka, kompozytorka piosenek.

## Opis
Początków miejscowości Sońsk i jej fundatorów bliżej nie znamy. Brak dokładnych informacji na temat początków sońskiej osady znalazło swoje odzwierciedlenie w literaturze. Jan Żmudziński napisał: „Sońsk to najstarszy, obok wsi Pałuki, ośrodek w okolicach Ciechanowa zapewne z XII wieku. Większe pisane wzmianki datowane są na 1385 rok”. „Katalog zabytków sztuki w Polsce” podaje, że Sońsk tętnił życiem już w XII wieku. Inaczej na problem osadnictwa w Sońsku zapatruje się Artur Falenta w swym artykule. W artykule czytamy, że choć pierwsza wzmianka o parafii Sońsk pochodzi z 1385 roku, to pierwszą świątynię zbudowano tu zapewne w XI wieku. Analiza powyższych przytoczonych tu fragmentów prowadzi do konkluzji, że pierwszy pisemny zapis dotyczący Sońska pochodzi z 1385 roku, co niewątpliwie związane jest z postępami chrystianizacji i założeniem ośrodka parafialnego w obrębie Sońska.
Sońsk znany kiedyś jako Sońsko od początku był siedzibą parafii, której znaczna część terenu znajdowała się w zasięgu rzeki Sony wśród moczarów, rozlewisk, lasów olchowych i dębowych. Miejscowość ta oddalona była od Ciechanowa o 10 km należała więc do powiatu ciechanowskiego”. W 1827r. w Sońsku mieszkało 116 osób.
We wsi działają:
- Urząd Gminy;
- Szkoła Podstawowa im. por. Szczepana Dobosza;

- Ochotnicza Straż Pożarna;
- Urząd Pocztowy nr 1 Sońsk;
- Pallium (dom opieki paliatywnej);
- Zakłady przemysłowe (Norco, Akpo, Prodmet, Expom);
- Gminny Ośrodek Kultury

W 2020 minister Maciej Wąsik otworzył w Sońsku posterunek policji. Po trzech latach przeniesiono go do Gołotczyzny.
We wsi znajduje się Parafia św. Wita, Modesta i Krescencji oraz zabytkowy kościół parafialny pod wezwaniem Przemienienia Pańskiego. Kościół jest murowany wzniesiony w latach 1904–1905 na miejscu poprzedniego drewnianego; konsekrowany 2 czerwca 1910 r. przez biskupa Antoniego Juliana Nowowiejskiego.
W Sońsku również znajduje się wczesnośredniowieczne grodzisko powstałe między XI a XII w. (funkcjonowało do XV w.). Od 1966 r. było miejscem sondażowych badań archeologicznych.
Sońsk graniczy z: Gołotczyzną, Szwejkami, Komorami Dąbrownymi, Komorami Błotnymi, Pogąstami oraz Chrościcami.